# 5/16 inch star
Ne doit pas être confondu avec Service star, Silver Star ou Citation Star.
Une 5⁄16 inch star (étoile de 5⁄16 pouces) (9,7 mm) est une étoile miniature dorée ou argentée à cinq branches qui est autorisée par les forces armées des États-Unis comme insigne de ruban pour indiquer les récompenses ultérieures pour des décorations spécifiques du département de la marine (US Navy), des garde-côtes (US Coast Guard), du service de santé publique (US Public Health Service), et de la National Oceanic and Atmospheric Administration,,,. Une étoile dorée indique une deuxième décoration ou une décoration ultérieure, tandis qu'une étoile argentée est portée en lieu et place de cinq étoiles dorées.
Il ne faut pas confondre la 5⁄16 inch star en argent avec la Silver Star Medal (étoile d'argent).

## Utilisation de la 5⁄16 inch star
Les 5⁄16 inch star sont portées sur une suspension de médaille et un ruban de service avec une pointe de l'étoile dirigée vers le haut. Jusqu'à cinq étoiles peuvent être portées sur un ruban. Il n'y a pas d'autres degrés d'étoiles autorisés après cinq étoiles d'argent. Sur les médailles miniatures, une étoile spéciale est portée sur le ruban de suspension de la médaille au lieu d'une étoile. Si le nombre d'étoiles autorisées dépasse cinq, un deuxième ruban de service est porté après le premier ruban de service. Le deuxième ruban de service compte comme une récompense personnelle supplémentaire, après quoi des étoiles peuvent être ajoutées au deuxième ruban. Si des distinctions ultérieures réduisent le nombre d'étoiles portées sur le premier ruban en raison du remplacement des étoiles d'or par des étoiles d'argent, le deuxième ruban de service est retiré et le nombre approprié d'étoiles est placé sur le premier ruban de service. Lorsque des étoiles de bronze ou d'or ou des attaches de feuilles de chêne de bronze sont portées en plus d'une étoile d'argent ou d'une attache de feuille de chêne d'argent, les étoiles de bronze ou d'or (attaches de feuilles de chêne de bronze) sont disposées symétriquement sur le ruban par rapport à l'attache d'argent centrée. Par exemple : La première étoile (grappe) à la droite de la pièce d'argent centrée, la deuxième à la gauche, etc..

### Exemples
Voici des exemples de la première à la vingt-sixième attribution de la Navy and Marine Corps Achievement Medal avec les étoiles d'or et d'argent de 5⁄16 pouces :
| 1re distinction |                                                                                           |
| 2e distinction  |                                                                                           |
| 3e distinction  |                                                                                           |
| 4e distinction  |                                                                                           |
| 5e distinction  |                                                                                           |
| 6e distinction  |                                                                                           |
| 7e distinction  |                                                                                           |
| 8e distinction  |                                                                                           |
| 9e distinction  |                                                                                           |
| 10e distinction | Silver star · Gold star · Gold star · Gold star · Gold star                               |
| 11e distinction |                                                                                           |
| 12e distinction |                                                                                           |
| 13e distinction |                                                                                           |
| 14e distinction | Silver star · Silver star · Gold star · Gold star · Gold star                             |
| 15e distinction | Silver star · Silver star · Gold star · Gold star · Gold star                             |
| 16e distinction |                                                                                           |
| 17e distinction | Silver star · Silver star · Silver star · Gold star                                       |
| 18e distinction | Silver star · Silver star · Silver star · Gold star · Gold star                           |
| 19e distinction | Silver star · Silver star · Silver star · Gold star · Gold star                           |
| 20e distinction | Silver star · Silver star · Silver star · Gold star · Gold star · Gold star               |
| 21e distinction |                                                                                           |
| 22e distinction | Silver star · Silver star · Silver star · Silver star · Gold star                         |
| 23e distinction | Silver star · Silver star · Silver star · Silver star · Gold star                         |
| 24e distinction | Silver star · Silver star · Silver star · Silver star · Gold star · Gold star             |
| 25e distinction | Silver star · Silver star · Silver star · Silver star · Gold star · Gold star · Gold star |
| 26e distinction | Silver star · Silver star · Silver star · Silver star · Silver star                       |

## Décorations autorisées
Le port des étoiles de 5⁄16 pouces est autorisé sur les décorations suivantes des forces de l'United States Navy, les Coast Guard, le Public Health Service, et le National Oceanic and Atmospheric Administration
L'armée de terre américaine (US Army) et l'armée de l'air américaine (US Air Force) utilisent une feuille de chêne pour indiquer une décoration ultérieure (le port de feuille de chêne est également autorisé sur certaines non-décorations). Une feuille de chêne en bronze équivaut à une étoile d'or et une feuille de chêne en argent équivaut à une étoile d'argent.
| Personnel de la Navy et du Marine Corps                 | Personnel des Coast Guard                               | Personnel du Public Health Service                                                                    | Personnel du National Oceanic and Atmospheric Administration                                          | Army and Air Force personnel,                            |
| ------------------------------------------------------- | ------------------------------------------------------- | --- | --- | -------------------------------------------------------- |
| Navy Cross                                              | Coast Guard Cross                                       | | |                                                          |
| Navy ou Coast Guard Distinguished Service Medal         | Navy ou Coast Guard Distinguished Service Medal         | Navy, Coast Guard, ou PHS Distinguished Service Medal                                                 | Navy, Coast Guard, ou PHS Distinguished Service Medal; Commerce Gold Medal                            | Navy ou Coast Guard Distinguished Service Medal          |
| Silver Star Medal                                       | Silver Star                                             | Silver Star Medal                                                                                     | Silver Star Medal                                                                                     |                                                          |
|                                                         |                                                         | | Commerce Silver Medal                                                                                 |                                                          |
| Legion of Merit                                         | Legion of Merit                                         | Legion of Merit                                                                                       | Legion of Merit                                                                                       |                                                          |
| Distinguished Flying Cross                              | Distinguished Flying Cross                              | Distinguished Flying Cross                                                                            | Distinguished Flying Cross                                                                            |                                                          |
| Navy and Marine Corps Medal et Coast Guard Medal        | Navy et Marine Corps Medal et Coast Guard Medal         | Navy et Marine Corps Medal et Coast Guard Medal                                                       | Navy et Marine Corps Medal et Coast Guard Medal                                                       | Navy et Marine Corps Medal et Coast Guard Medal          |
| Bronze Star Medal                                       | Bronze Star Medal                                       | Bronze Star Medal                                                                                     | Bronze Star Medal                                                                                     |                                                          |
| Purple Heart Medal                                      | Purple Heart Medal                                      | Purple Heart                                                                                          | Purple Heart                                                                                          |                                                          |
|                                                         |                                                         | | Commerce Bronze Medal                                                                                 |                                                          |
| Navy ou Coast Guard Meritorious Service Medal           | Navy ou Coast Guard Meritorious Service Medal           | Navy, Coast Guard, PHS, or NOAA Corps Meritorious Service Medal                                       | Navy, Coast Guard, PHS, ou NOAA Corps Meritorious Service Medal                                       | Navy ou Coast Guard Meritorious Service Medal            |
|                                                         |                                                         | Surgeon General's Exemplary Service Medal ou NOAA Administrator's Award                               | NOAA Administrator's Award ou Surgeon General's Exemplary Service Medal                               |                                                          |
|                                                         |                                                         | Public Health Service Outstanding Service Medal                                                       | Public Health Service Outstanding Service Medal                                                       |                                                          |
| Navy et Marine Corps, et Coast Guard Commendation Medal | Navy et Marine Corps, et Coast Guard Commendation Medal | Navy et Marine Corps, Coast Guard, PHS, et NOAA Commendation Medal                                    | Navy et Marine Corps, Coast Guard, PHS, et NOAA Commendation Medal                                    | Navy and Marine Corps, et Coast Guard Commendation Medal |
| Navy et Marine Corps, et Coast Guard Achievement Medal  | Navy et Marine Corps, et Coast Guard Achievement Medal  | Navy et Marine Corps, Coast Guard, PHS, et NOAA Achievement Medal                                     | Navy et Marine Corps, Coast Guard, PHS, et NOAA Achievement Medal                                     | Navy et Marine Corps, et Coast Guard Achievement Medal   |
| Combat Action Ribbon                                    | Combat Action Ribbon                                    | Combat Action Ribbon                                                                                  | Combat Action Ribbon                                                                                  |                                                          |
|                                                         | Commandant's Letter of Commendation Ribbon              | Public Health Service Citation, Commandant's Letter of Commendation Ribbon, et NOAA Director's Ribbon | NOAA Director's Ribbon, Commandant's Letter of Commendation Ribbon, et Public Health Service Citation |                                                          |

## Source
- (en) Cet article est partiellement ou en totalité issu de l’article de Wikipédia en anglais intitulé « 5/16 inch star » (voir la liste des auteurs).